# یورینا ایمایی
یورینا ایمایی (انگلیسی: Yurina Imai؛ زادهٔ ۲۰ فوریهٔ ۱۹۹۸) بازیکن فوتبال اهل ژاپن است.